# Babimost (stacja kolejowa)

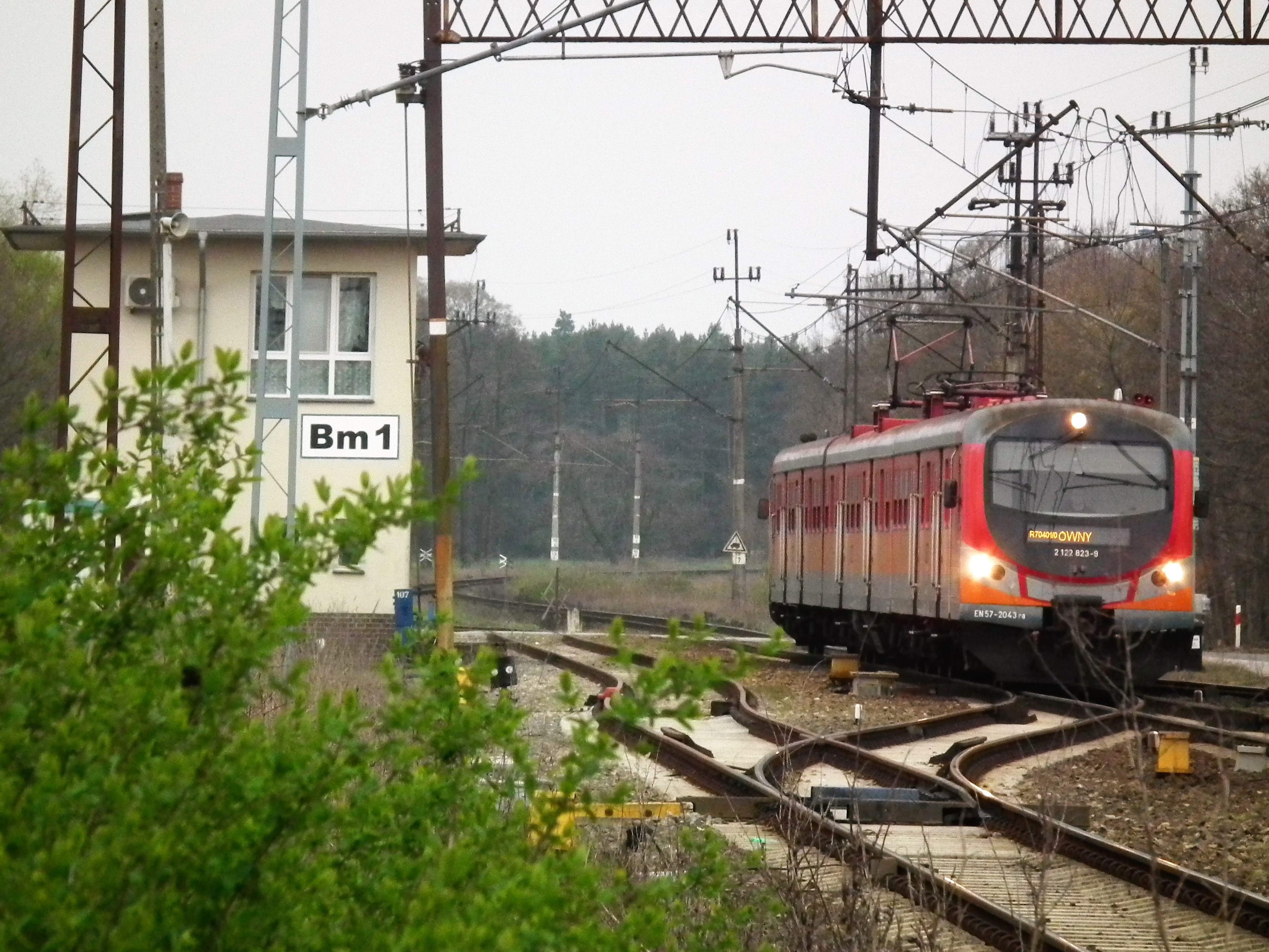
Nastawnia Bm1 i zespół trakcyjny EN57 wjeżdżający od strony Zielonej Góry

Babimost – stacja kolejowa w Babimoście, w województwie lubuskim, w Polsce. Stacja obsługiwana jest przez dwóch przewoźników: PKP Intercity oraz Polregio.
Budynek dworcowy wybudowano w roku 1870. W lutym 2024 przeszedł znaczącą modernizację, polegającą wymianie stolarki okiennej i drzwiowej, odnowieniu holu-poczekalni – m.in. wyposażeniu w elektroniczne tablice rozkładowe i nowe ławki – oraz remoncie toalet. Obiekt został też przystosowany do osób niepełnosprawnych. W bliskim sąsiedztwie budynku wykonano odwodnienie.

## Wymiana pasażerska
| Rok  | Wymiana pasażerska na dobę |
| ---- | -------------------------- |
| 2017 | 15-199                     |
| 2022 | 100-159                    |